# Vladimir Avilov
Pour les articles homonymes, voir Avilov.
Ne doit pas être confondu avec Vladimir Vavilov.
Vladimir Avilov, né le 10 mars 1995 à Maardu, est un footballeur international estonien. Il évolue au poste de défenseur central au JK Nõmme Kalju.

## Carrière

### En équipe nationale
Vladimir Avilov est régulièrement sélectionné en équipe nationale chez les jeunes. Il reçoit notamment 17 sélections avec les espoirs.
Vladimir Avilov honore sa première sélection le 27 décembre 2014 lors d'un match amical contre le Qatar. Il entre sur le terrain à la 86e minute de jeu, en remplacement d'Artjom Artjunin.

## Statistiques
| Saison                | Club                  | Championnat           | Championnat | Championnat | Coupe(s) nationale(s) | Coupe(s) nationale(s) | Compétition(s) continentale(s) | Compétition(s) continentale(s) | Compétition(s) continentale(s) | Estonie | Estonie | Total | Total |
| Saison                | Club                  | Division              | M.          | B.          | M.                    | B.                    | Comp.                          | M.                             | B.                             | M.      | B.      | M.    | B.    |
| 2011                  | FC Infonet            | Esiliiga              | 14          | 0           | 0                     | 0                     | -                              | -                              | -                              | -       | -       | 14    | 0     |
| 2012                  | FC Infonet            | Esiliiga              | 35          | 4           | 1                     | 0                     | -                              | -                              | -                              | -       | -       | 36    | 4     |
| 2013                  | FC Infonet            | Meistriliiga          | 29          | 1           | 2                     | 0                     | -                              | -                              | -                              | -       | -       | 31    | 1     |
| 2014                  | FC Infonet            | Meistriliiga          | 33          | 1           | 1                     | 0                     | -                              | -                              | -                              | 1       | 0       | 35    | 1     |
| 2015                  | FC Infonet            | Meistriliiga          | 29          | 1           | 0                     | 0                     | -                              | -                              | -                              | -       | -       | 29    | 1     |
| 2016                  | FC Infonet            | Meistriliiga          | 31          | 3           | 1                     | 0                     | C3                             | 2                              | 0                              | 1       | 0       | 35    | 3     |
| Total sur la carrière | Total sur la carrière | Total sur la carrière | 171         | 10          | 5                     | 0                     | -                              | 2                              | 0                              | 2       | 0       | 180   | 10    |

## Palmarès
- Championnat d'Estonie  : 2016
- Coupe d'Estonie  : 2017